# Groton (ville, New York)
Pour les articles homonymes, voir Groton.
Ne doit pas être confondu avec Groton (village, New York).
Groton est une ville du comté de Tompkins, dans l'État de New York, aux États-Unis,. En 2020, elle compte une population de 5 612 habitants.

## Démographie
Lors du recensement de 2010, la ville comptait une population de 5 950 habitants, tandis qu'en 2020, elle s'élève à 5 612 habitants.